# Rabenäußig
Rabenäußig ist ein Ortsteil der Gemeinde Frankenblick in Thüringen. Der Ort hat etwa 330 Einwohner.

## Geografie
Rabenäußig liegt oberhalb des Tales der Effelder in etwa 580 Metern Höhe am Südrand des Thüringer Schiefergebirges in der Nähe der B89 und besteht aus den Orten Hohetann, Rabenäußig, Fichtach sowie Melchersberg. Der Siedlungskern befindet sich um Melchersberg und Fichtach, wo mit Feuerwehrhaus, Gaststätte und Friedhofskapelle wichtige örtliche Einrichtungen vorhanden sind.

## Geschichte
Der Gemeindebezirk entstand um 1830 durch den Zusammenschluss der Weiler Hohetann, Rabenäußig, Fichtach und Melchersberg. Zum 30. Juni 1994 folgte die Eingemeindung nach Effelder-Rauenstein. Zum 1. Januar 2012 wurde Rabenäußig im Zuge des Zusammenschlusses der Gemeinden Effelder-Rauenstein und Mengersgereuth-Hämmern Teil der Gemeinde Frankenblick.

## Kultur und Sehenswürdigkeiten
In Melchersberg befindet sich das Waldhotel Weitblick und die Gaststätte Waldfrieden.

## Dialekt
In Rabenäußig wird Itzgründisch, ein mainfränkischer Dialekt, gesprochen.